# Glanshammars landskommun
Glanshammars landskommun var en tidigare kommun i Örebro län.

## Administrativ historik
Kommunen inrättades i Glanshammars socken i Glanshammars härad i Närke när 1862 års kommunalförordningar trädde i kraft.
Vid kommunreformen 1952 gick de tidigare kommunerna Götlunda, Lillkyrka, Rinkaby och Ödeby upp i Glanshammar, som därmed kom att omfatta hela Glanshammars härad.
År 1971 ombildades den till kommun av enhetlig typ, men delades år 1974 när huvuddelen gick upp i Örebro kommun, medan Götlunda församling gick upp i Arboga kommun och därmed överfördes till Västmanlands län.
Kommunkoden 1952-1973 var 1804.

### Kyrklig tillhörighet
I kyrkligt hänseende tillhörde kommunen Glanshammars församling. Den 1 januari 1952 tillkom församlingarna Götlunda, Lillkyrka, Rinkaby och Ödeby.

## Geografi
Glanshammars landskommun omfattade den 1 januari 1952 en areal av 362,13 km², varav 347,53 km² land. Efter nymätningar och arealberäkningar färdiga den 1 januari 1960 omfattade landskommunen den 1 november 1960 en areal av 371,05 km², varav 359,32 km² land.

### Tätorter i kommunen 1960
I Glanshammars landskommun fanns tätorten Glanshammar, som hade 260a invånare den 1 november 1960. Tätortsgraden i kommunen var då 6,3 procent.

## Politik

### Mandatfördelning i valen 1938-1970
| 8 | 6 | 4 | 2 |

| 19 |

| 8 | 6 | 4 | 2 |

| 19 |

| 8 | 7 | 3 | 2 |

| 18 |

| 12 | 13 | 7 | 3 |

| 30 | 5 |

| 11 | 12 | 7 | 5 |

| 29 | 6 |

| 9 | 13 | 6 | 7 |

| 30 | 5 |

| 11 | 13 | 6 | 5 |

| 28 | 7 |

| 10 | 13 | 6 | 6 |

| 28 | 7 |

| 10 | 16 | 5 | 4 |

| 28 | 7 |